# 对折龙胆
对折龙胆（学名：Gentiana condupulicata）为龙胆科龙胆属的植物，为中国的特有植物。分布在中国大陆的四川等地，生长于海拔4,000米的地区，多生于山坡草地，目前尚未由人工引种栽培。